# Parque de San Jerónimo (Sevilla)
El parque de San Jerónimo se encuentra en el barrio de San Jerónimo, al norte de la ciudad de Sevilla, Andalucía, España. 
Con la construcción de la pasarela peatonal sobre la dársena del Guadalquivir en 2011 y con el acondicionamiento de un camino situado al norte de la dársena, este parque se unió con el del Alamillo, convirtiéndose en la mayor zona verde de Andalucía.

## Historia
El origen del parque está en los viveros que se colocaron en este lugar para abastecer de plantas a la Exposición Universal de 1992 y para aclimatar las plantas que llegaban de todo el planeta.
Después de la Expo 92, se arregló como parque, abriéndose al público en 1995. Tiene una extensión de unos 148.000 m². En el año 2004 el Ayuntamiento de Sevilla firmó un acuerdo con la Confederación Hidrográfica del Guadalquivir para mejorar esta y otras zonas verdes relacionadas con zonas fluviales. El Parque de San Jerónimo se remodeló y se amplió un 30%, 11 hectáreas. Además se añadió una pasarela sobre el Guadalquivir para comunicarlo con el parque del Alamillo.

## Descripción
Tiene como límites la dársena del río Guadalquivir, por el antiguo meandro de San Jerónimo, la ronda de circunvalación norte (SE-20), y el "Camino viejo de La Algaba" (hoy calle de José Galán Merino) que la separa de San Jerónimo.
Al final de una gran avenida central situada al norte del parque un monumento a Cristóbal Colón. La obra se llama oficialmente "El Nacimiento del Hombre Nuevo", aunque por su aspecto recibe el nombre de "El Huevo de Colón". Es obra del artista ruso de origen ruso-georgiano Zurab Tsereteli y fue un regalo de la ciudad de Moscú a Sevilla en 1993.
En el extremo noreste hay una zona dedicada a huertos populares de agricultura ecológica.
El parque se continúa hacia el sur enlazando con el paseo fluvial de la calle Torneo.

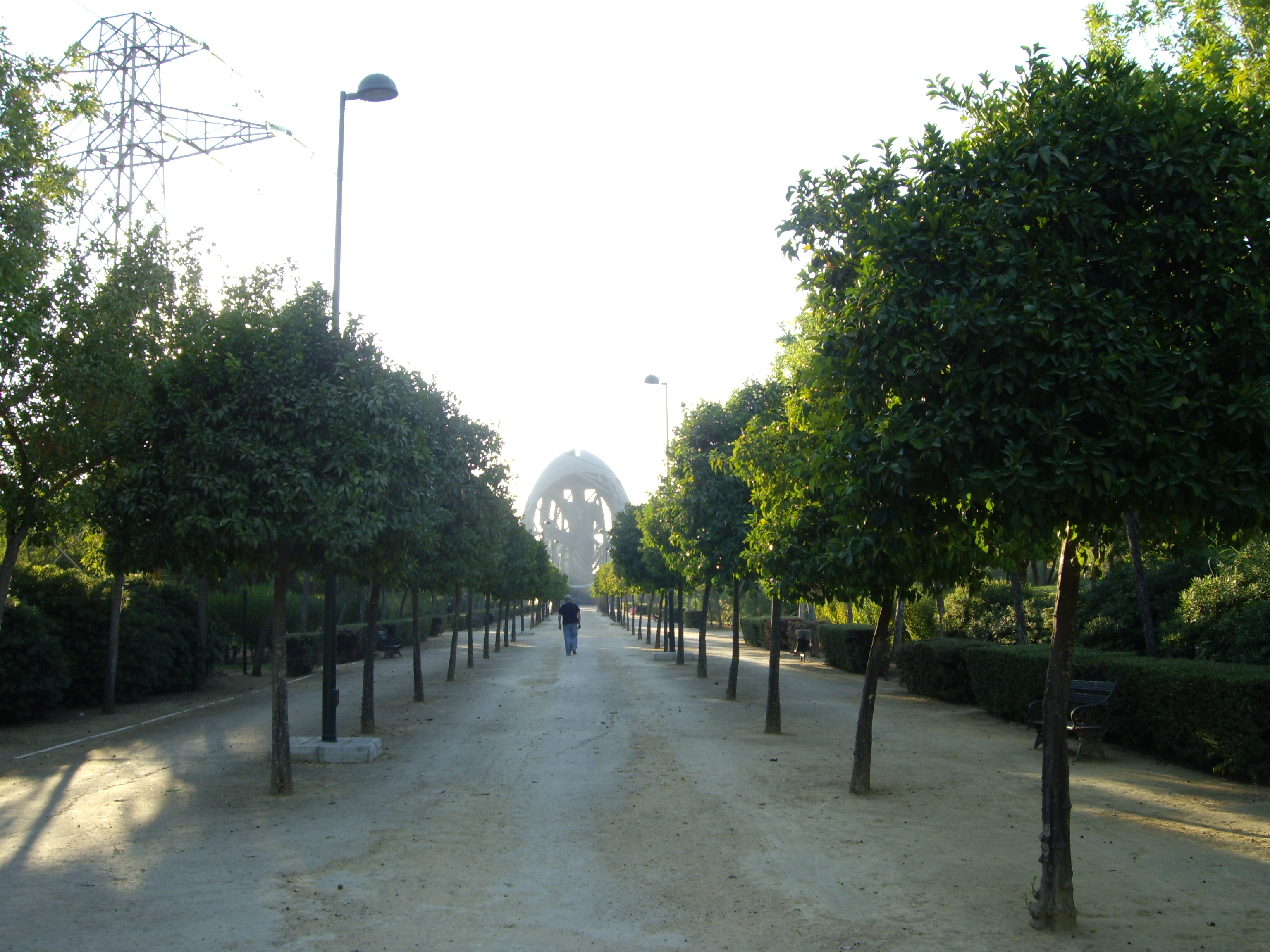
Huevo de Colón al final de una calle del parque
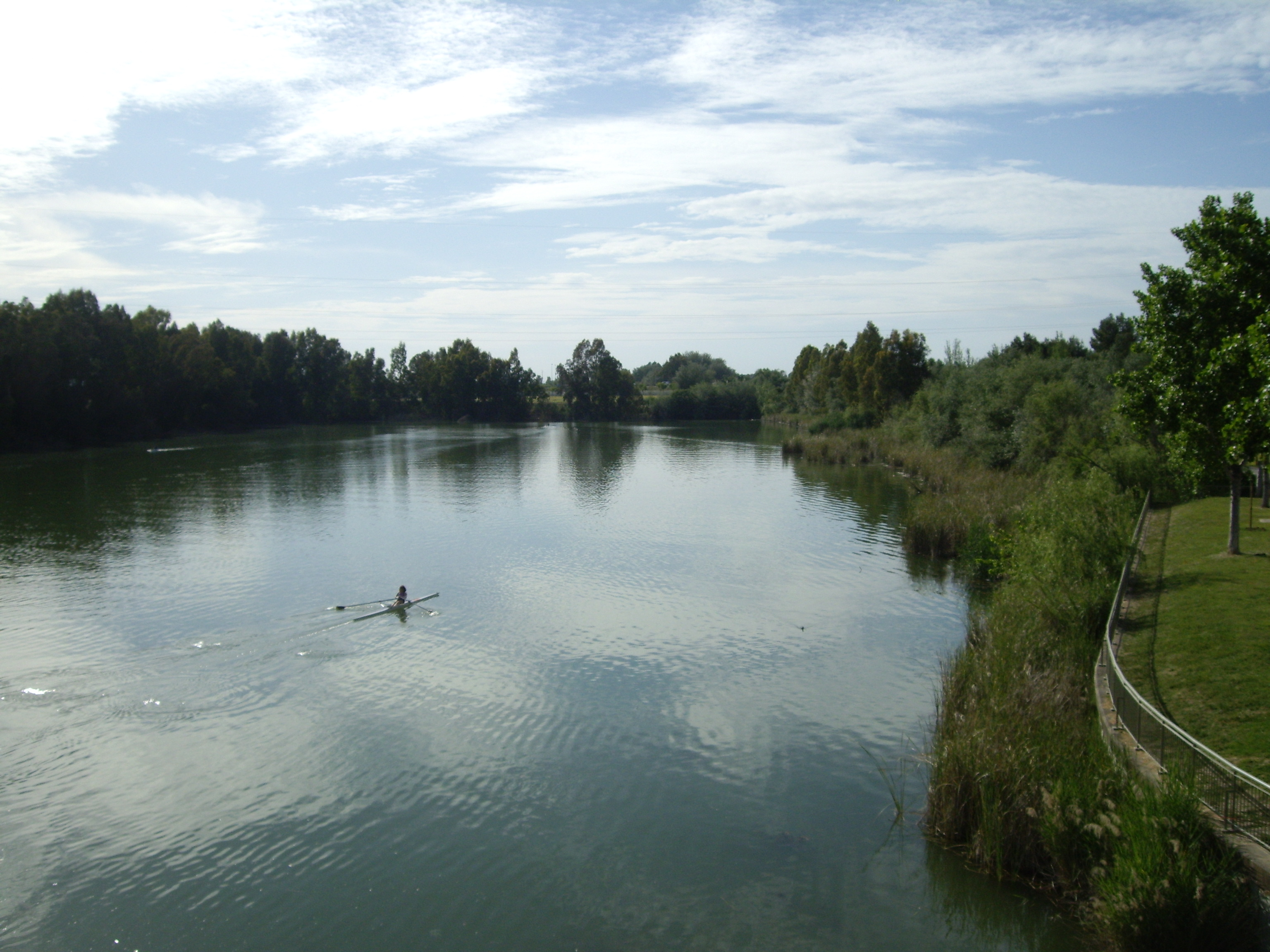
Dársena del Guadalquivir en el parque y, al fondo, el final de dicha dársena
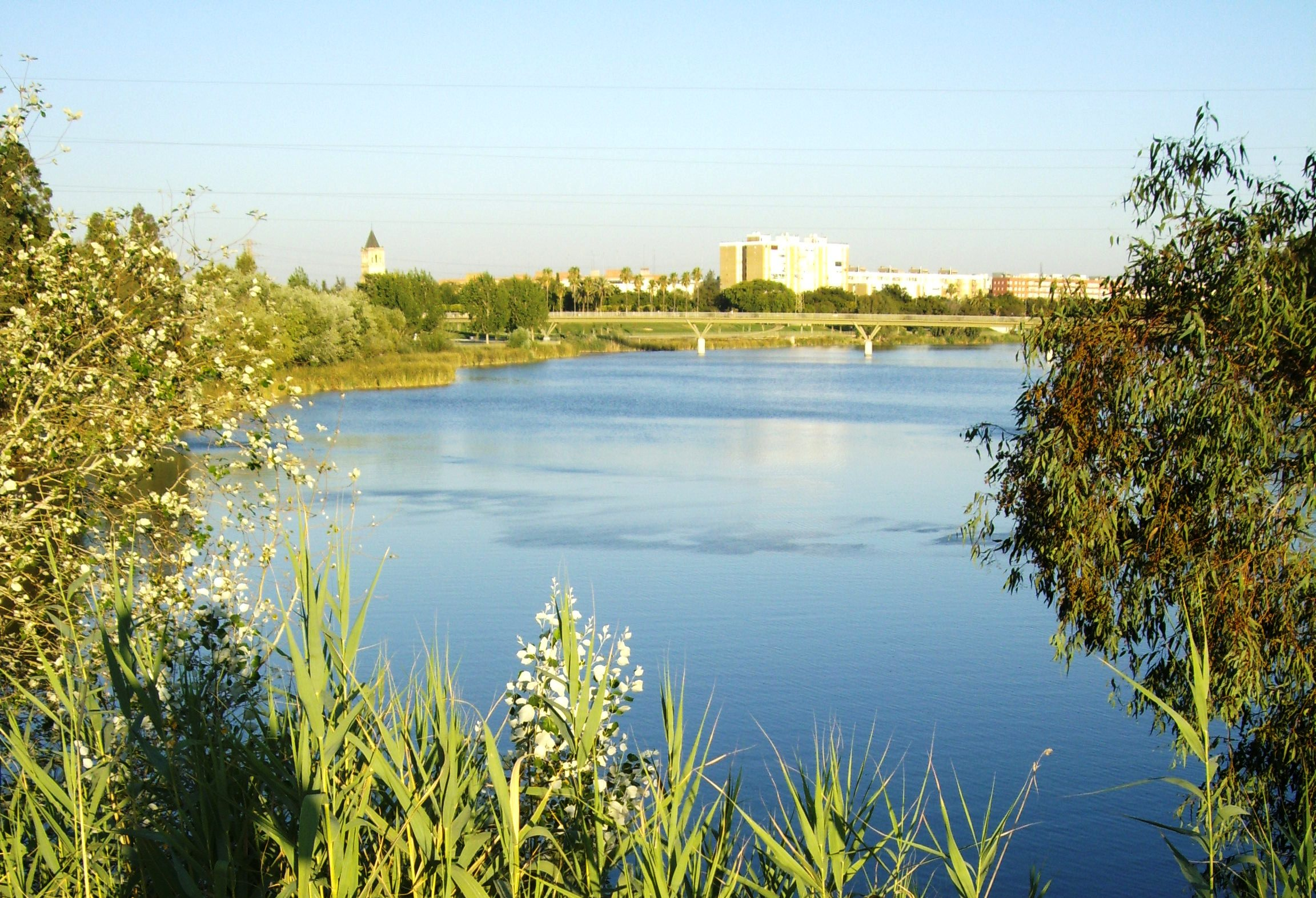
La pasarela, la dársena del Guadalquivir y la torre campanario del Monasterio de San Jerónimo al fondo
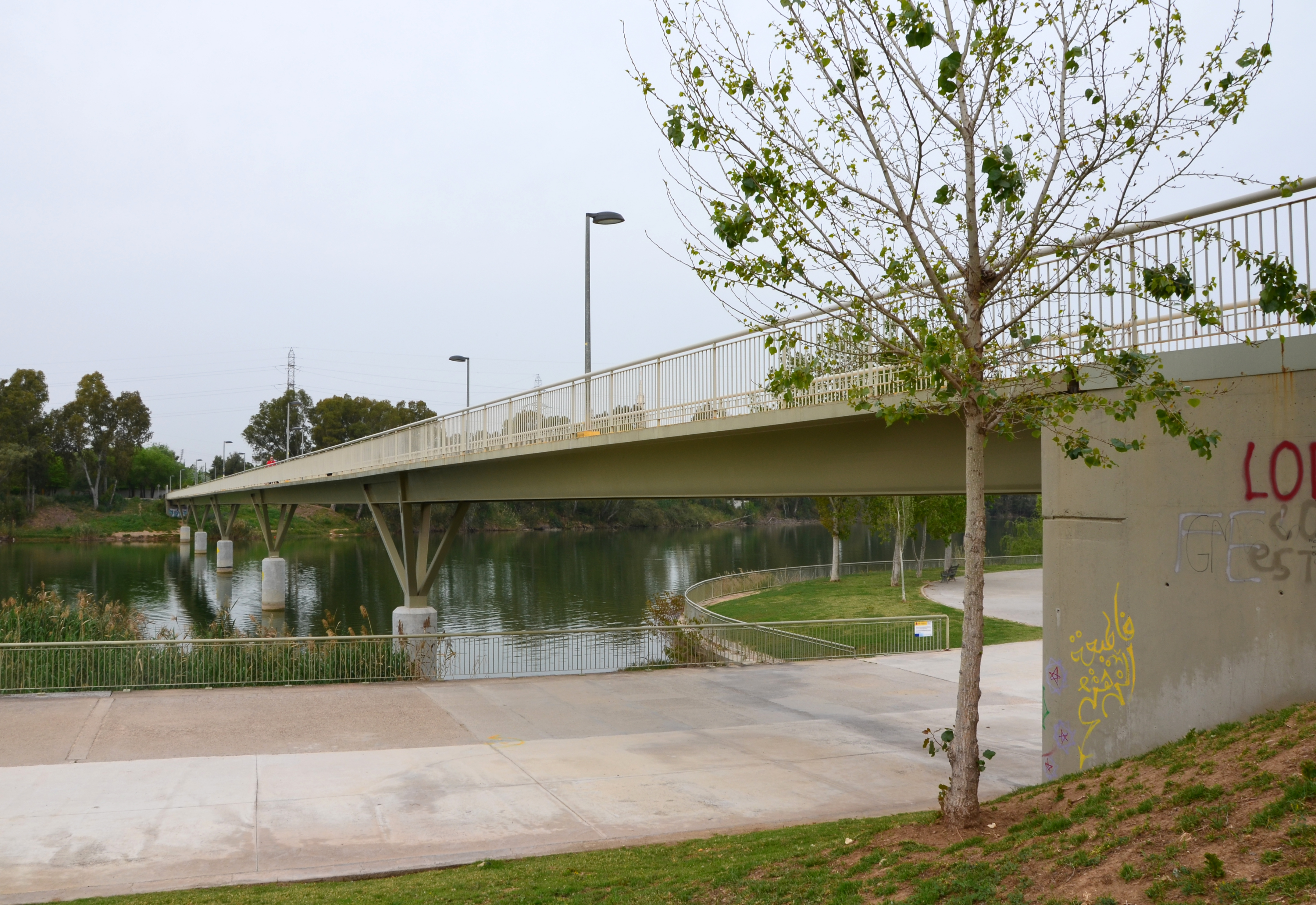
Pasarela sobre la dársena que conecta el parque de San Jerónimo con el del Alamillo